# 無招勝有招
無招勝有招（英文名：Crazy Couple）是1979年上映的武術動作喜劇港產片，由劉觀偉執導，石天、劉家勇、李麗麗、馮克安、黃哈、王青、曾志偉同陳龍主演。
1979年12月30號至1980年1月8號上映期间，票房收益为一百六十三萬港币。

## 演員表
- 劉家勇
- 石天
- 李麗麗
- 曾志偉
- 陳龍
- 王青
- 馮克安
- 何柏光
- 火星
- 黃哈
- 戚毅雄
- 唐炎燦
- 周潤堅
- 黃志強
- 何其昌
- 譚寶
- 何寶星
- 陳少佳
- 何志偉
- 王克
- 馮明
- 張志平
- 凌志雄